# Fidan Aliti
Fidan Aliti (Binningen, 1993. október 3. –) svájci születésű koszovói válogatott labdarúgó, a török Alanyaspor hátvéde.

## Pályafutása

### Klubcsapatokban
Aliti a svájci Binningenben született. Az ifjúsági pályafutását bázeli klubokban kezdte, játszott például a Concordia Basel, a Basel illetve a Old Boys akadémiájánál is.
2011-ben mutatkozott be az Old Boys felnőtt csapatában. 2013-ban átigazolt a Luzernhez, ahol először az U21-es, majd az első csapatban debütált. Először 2014. február 9-én, Thun ellen 2–1-re megnyert mérkőzésen a 77. percben, Claudio Lustenberger cseréjeként lépett pályára.
2015. szeptember 3-án, a legsikeresebb moldáv klubhoz, a Sheriff Tiraspolhoz igazolt. Aliti szeptember 13-án, a Dinamo-Auto Tiraspol ellen 1–1-es döntetlennel zárult mérkőzésen a 33. percben Mihajlo Cakićot vátva debütált. 2016. szeptember 2-án kétéves szerződést kötött a horvát Slaven Belupo csapatával. A következő két szezonban az albán Skënderbeu Korçë együttesénél szerepelt. A klubbal részt vett a 2017–2018-as Európa-ligában, ahol összesen 6 mérkőzésen lépett pályára. 2019. február 3-án négy éves szerződést kötött a svéd Kalmar FF-el. A 2020–21-es szezonban kölcsönben a svájci Zürichnél szerepelt. 2021. július 1-jén a lehetőséggel élve két éves szerződést kötött a svájci klubbal. 2023. július 25-én a török Alanyasporhoz írt alá.

### A válogatottban
2014-ben két mérkőzés erejéig tagja volt az albán válogatottnak.
2017 óta a koszovói válogatott tagja. Először a 2017. június 11-ei, Törökország elleni mérkőzésen lépett pályára. Első válogatott gólját 2022. március 24-én, Burkina Faso ellen 5–0-ra megnyert barátságos mérkőzésen szerezte meg.

## Statisztika
2024. augusztus 11. szerint.

| Klub             | Szezon   | Bajnokság                  | Bajnokság | Bajnokság | Kupa  | Kupa  | Nemzetközi | Nemzetközi | Összesen | Összesen |
| Klub             | Szezon   | Bajnokság                  | Mérk.     | Gólok     | Mérk. | Gólok | Mérk.      | Gólok      | Mérk.    | Gólok    |
| ---------------- | -------- | -------------------------- | --------- | --------- | ----- | ----- | ---------- | ---------- | -------- | -------- |
| Old Boys         | 2010–11  | 1. Liga                    | 7         | 0         | 0     | 0     | 0          | 0          | 7        | 0        |
| Old Boys         | 2011–12  | 1. Liga                    | 21        | 0         | 0     | 0     | 0          | 0          | 21       | 0        |
| Old Boys         | 2012–13  | Promotion League           | 27        | 2         | 0     | 0     | 0          | 0          | 27       | 2        |
| Luzern           | 2013–14  | Super League               | 8         | 0         | 0     | 0     | 0          | 0          | 8        | 0        |
| Luzern           | 2014–15  | Super League               | 10        | 0         | 0     | 0     | 0          | 0          | 10       | 0        |
| Sheriff Tiraspol | 2015–16  | Moldovan National Division | 9         | 0         | 1     | 0     | 0          | 0          | 10       | 0        |
| Sheriff Tiraspol | 2016–17  | Moldovan National Division | 1         | 0         | 0     | 0     | 1          | 0          | 2        | 0        |
| Slaven Belupo    | 2016–17  | 1. HNL                     | 22        | 0         | 2     | 0     | 0          | 0          | 24       | 0        |
| Skënderbeu Korçë | 2017–18  | Albanian Superliga         | 30        | 1         | 7     | 0     | 6          | 0          | 43       | 1        |
| Skënderbeu Korçë | 2018–19  | Albanian Superliga         | 19        | 0         | 1     | 1     | 0          | 0          | 20       | 1        |
| Kalmar           | 2019     | Allsvenskan                | 29        | 3         | 1     | 0     | 0          | 0          | 30       | 3        |
| Kalmar           | 2020     | Allsvenskan                | 20        | 2         | 3     | 1     | 0          | 0          | 23       | 3        |
| Zürich           | 2020–21  | Swiss Super League         | 32        | 1         | 0     | 0     | 0          | 0          | 32       | 1        |
| Zürich           | 2021–22  | Swiss Super League         | 33        | 2         | 2     | 0     | 0          | 0          | 35       | 2        |
| Zürich           | 2022–23  | Swiss Super League         | 29        | 0         | 1     | 0     | 10         | 0          | 40       | 0        |
| Alanyaspor       | 2023–24  | Süper Lig                  | 35        | 0         | 0     | 0     | —          | —          | 35       | 0        |
| Alanyaspor       | 2024–25  | Süper Lig                  | 1         | 0         | 0     | 0     | —          | —          | 1        | 0        |
| Összesen         | Összesen | Összesen                   | 333       | 11        | 18    | 2     | 17         | 0          | 368      | 13       |

### A válogatottban
| Válogatott | Év       | Pályára lépés | Gól |
| ---------- | -------- | ------------- | --- |
| Koszovó    | 2017     | 2             | 0   |
| Koszovó    | 2018     | 9             | 0   |
| Koszovó    | 2019     | 9             | 0   |
| Koszovó    | 2020     | 9             | 0   |
| Koszovó    | 2021     | 10            | 0   |
| Koszovó    | 2022     | 5             | 1   |
| Koszovó    | 2023     | 8             | 0   |
| Koszovó    | 2024     | 3             | 0   |
| Összesen   | Összesen | 55            | 1   |

#### Góljai a válogatottban
| # | Időpont           | Helyszín                                | Ellenfél     | Gólok | Eredmény | Kiírás              |
| - | ----------------- | --------------------------------------- | ------------ | ----- | -------- | ------------------- |
| 1 | 2022. március 24. | Fadil Vokrri Stadion, Pristina, Koszovó | Burkina Faso | 1–0   | 5–0      | Barátságos mérkőzés |

## Sikerei, díjai
Sheriff Tiraspol
- Moldovan National Division
  - Bajnok (2): 2015–16, 2016–17

- Moldáv Kupa
  - Győztes (1): 2015–16

Skënderbeu Korçë
- Albanian Superliga
  - Bajnok (1): 2017–18

- Albán Kupa
  - Győztes (1): 2017–18

- Albán Szuperkupa
  - Győztes (1): 2018